# Zdena Studenková
Zdena Studenková (ur. 19 maja 1954 w Bratysławie) – słowacka aktorka.

## Życiorys
Urodziła się w Bratysławie. W 1977 roku ukończyła aktorstwo w Wyższej Szkole Sztuk Scenicznych w Bratysławie. Wystąpiła w wielu filmach, produkcjach telewizyjnych i serialach.

## Wybrana filmografia
- 1978: Piękna i potwór  jako Julie / Piękna
- 1982: Z tobą cieszy mnie świat jako Gábina Bednářová
- 1983: Podróże Jana Amosa Komeńskiego jako królowa Krystyna
- 1984: Anielska diablica jako Renáta
- 1988: Anioł uwodzi diabła jako Renáta
- 1990: Śpiąca królewna jako wróżka
- 1992: Wszystko co lubię jako Magda